# Irene Gutiérrez Caba
Irene Gutiérrez Caba (Madrid, 25 d'abril de 1927-ibíd., 4 de juliol de 1995) va ser una actriu espanyola.

## Biografia
Filla dels actors Emilio Gutiérrez i Irene Caba Alba —neboda de l'actriu Julia Caba Alba, neta de l'actriu Irene Alba, reneboda de Leocadia Alba i besneta de l'actor Pascual Alba— va continuar la tradició familiar en l'escena igual que els seus germans Julia Gutiérrez Caba i Emilio Gutiérrez Caba.
Es va casar el 9 d'agost de 1956 a Madrid amb l'actor Gregorio Alonso, que va ser el seu mànager. El seu fill és el productor cinematogràfic José Luis Escolar; la seva nora, la script Lourdes Navarro; i la seva neta, l'actriu Irene Escolar.

## Teatre
El seu debut teatral té lloc el 1945 amb l'obra Vestida de tul. Després de treballar amb Isabel Garcés, el 1951 ingressa en la Companyia de Catalina Bárcena, participant en el repartiment de Primavera en otoño. El 1958 va ingressar en la Companyia de Guadalupe Muñoz Sampedro i el 1960, en la de María Fernanda D'Ocón. El 1963 interpreta, com a primera actriu, les obres Los derechos del hombre, d'Alfonso Paso; Los separados i El caballero de milagro. El 1968 arribaria a formar la seva pròpia Companyia.

### Obres teatrals interpretades
- Diario íntimo de la tía Angélica (1946), de José María Pemán.
- Retorcimiento (1948), de Tono.
- Canción de cuna (1948), de Gregorio Martínez Sierra.
- Cincuenta años de felicidad (1949), de Marcel Achard.
- Mamá (1950), de Gregorio Martínez Sierra.
- La condesa de la banda (1950), de Manuel Halcón.
- Mariquilla Terremoto (1950), dels germans Álvarez Quintero
- Milagro en la Plaza del Progreso (1953), de Joaquín Calvo Sotelo, amb la seva mare i la seva germana.
- La ratonera (1954), d'Agatha Christie;[7]
- ¡Sublime decisión! (1955), de Miguel Mihura.
- La canasta (1955), de Miguel Mihura.
- Testigo de cargo (1956) d'Agatha Christie.
- Un trono para Cristi (1956), de José López Rubio.
- Maribel y la extraña familia (1959), de Miguel Mihura.
- El sistema Ribadier (1960), de Georges Feydeau.
- Aurelia y sus hombres (1961), d'Alfonso Paso[8]
- De pronto una noche... (1964), d'Alfonso Paso.
- El arrogante español o Caballero de milagro (1964), de Lope de Vega.[9]
- Los comuneros (1974), d'Ana Diosdado.[10]
- Noches de San Juan (1965), de Ricardo López Aranda.
- Mala semilla (1966).[11]
- El baño de las ninfas (1966), de Joaquín Calvo Sotelo[12]
- La vida en un hilo (1971), de Edgar Neville.
- Adiós, señorita Ruth (1972) de Emlyn Williams.
- El día después de la feria (1974) de Frank Harvey.
- Viejos tiempos (1974), de Harold Pinter.
- Una vez al año (1975) de Bernard Slade.
- La señorita de Trevélez (1979), de Carlos Arniches.
- La vieja señorita del paraíso (1981), d'Antonio Gala.
- El cementerio de los pájaros (1982), d'Antonio Gala.
- Señora de (1986), de Sebastián Junyent.
- Abejas en diciembre (1987), d'Alan Ayckbourn.[13]
- Leyendas (1988)
- Reflejos con cenizas (1990), amb José Luis López Vázquez.
- Cena para dos (1991), de Santiago Moncada.
- Siempre en otoño (1993), de Santiago Moncada, amb la seva germana Julia i Amparo Baró.

## Cinema
Les seves incursions al cinema han estat gairebé sempre en papers de caràcter secundari, en títols com: La tía Tula (1964), de Miguel Picazo; Las verdes praderas (1979), de José Luis Garci; o la seva destacada interpretació de la tirànica protagonista de La casa de Bernarda Alba (1987), de Federico García Lorca, adaptada per Mario Camus (per la qual va ser candidata al Premi Goya a la millor actriu).

## Televisió
Tingué una densa carrera a Televisió espanyola, des de principis dels anys seixanta, amb papers memorables en els espais dramàtics Primera fila, Tiempo y hora (1965-1967), Historias para no dormir (1967), Bajo el mismo techo (1970), Suspiros de España (1974),...
Per a Estudio 1 va interpretar, entre altres obres: Las brujas de Salem (1965), Macbeth (1966), de William Shakespeare ─en el paper de lady Macbeth─; La Gaviota (1967), de Txèkhov; Mesas separadas (1967), de Terence Rattigan; La loca de Chaillot (1972), de Jean Giraudoux; La visita de la vieja dama (1974), de Friedrich Dürrenmatt; o El pelícano (1981), d'August Strindberg.
Va ser, a més, el fil conductor de la sàtira de Chicho Ibáñez Serrador Historia de la frivolidad (1967) i va interpretar la mare de Juan Echanove a Turno de oficio (1986), d'Antonio Mercero.

### Trajectòria a televisió
- Un, dos, tres... responda otra vez
  - La sexología (22 de novembre de 1991)
- Turno de oficio (1986-1987)
- La Comedia
  - La importancia de llamarse Ernesto (13 de març de 1984)
- Nunca es tarde (1984)
- Escrito en América
  - Rosaura a las diez (1 de juliol de 1979)
- Suspiros de España (1974)
- Noche de teatro
  - La visita de la Vieja Dama (10 de maig de 1974)
- Las doce caras de Eva
  - Escorpio (29 de desembre de 1971)
- Fábulas
  - El zagal y las ovejas (25 de febrer de 1968)
  - El labrador y la víbora (3 de març de 1968)
  - El marinero y la gaviota (14 de gener de 1970)
- Teatro de siempre
  - Diario de un sinvergüenza (17 de novembre de 1967)
  - El rey se muere (29 de març de 1968)
  - Juno y el pavo real (4 d'abril de 1968)
- Historias para no dormir
  - La zarpa (3 de novembre de 1967) Luisa
  - El regreso (15 de desembre de 1967)
- Historia de la frivolidad (1967)
- Las doce caras de Juan
  - Acuario (21 d'octubre de 1967)
  - Virgo (9 de desembre de 1967)
- Escuela de matrimonios
  - ¿Han de lavar los platos los maridos?  (9 de juny de 1967)
- Tiempo y hora
  - Partir de cero (7 de novembre de 1965)
  - La viuda (30 de gener de 1966)
  - Mujeres (20 de març de 1966)
  - La mano en la frente (9 d'abril de 1966)
  - El último toro (12 de junio de 1966)
  - La señorita (16 d'octubre de 1966)
  - 6 de noviembre de 1966 (6 de novembre de 1966)
  - La cara (12 de març de 1967)
- Habitación 508
  - Presentación (4 d'octubre de 1966)
- Los Encuentros
  - Las obras póstumas (16 de juliol de 1966)
- Novela
  - Más allá del milagro (5 d'abril de 1966)
  - Un noviazgo (4 de juliol de 1966)
  - Biografía de Helen Keller (10 de juliol de 1967)
  - Madre Alegría (6 de juliol de 1970)
- Tú tranquilo
  - Leonor Boutique (31 de juliol de 1965)
- Estudio 1
  - Carlota (15 de desembre de 1965)
  - 50 años de felicidad (11 de gener de 1966)
  - Las manos son inocentes (2 de març de 1966)
  - El nido ajeno (18 de maig de 1966)
  - Noches de San Juan (22 de juny de 1966)
  - Macbeth (28 de setembre de 1966)
  - El hilo rojo (7 de novembre de 1967)
  - Mesas separadas (28 de novembre de 1967)
  - Usted puede ser un asesino (25 de juny de 1968)
  - El chalet de Madame Renard (3 de març de 1972)
  - La gaviota (19 de maig de 1972)
  - La loca de Chaillot (23 de juny de 1972)
  - Usted puede ser un asesino (27 de juny de 1977)
  - El día después de la feria (5 de gener de 1978)
  - Adiós, señorita Ruth (8 de novembre de 1978)
  - La casa (31 de gener de 1979)
  - Un enemigo del pueblo (29 de maig de 1981)
  - El pelícano (9 d'octubre de 1981)
  - El adefesio (13 de desembre de 1982)
- Primera fila
  - Las brujas de Salem (22 de febrer de 1965)
  - Vamos a contar mentiras (16 de juny de 1965)
  - El Cardenal de España (23 de juny de 1965)
  - Los caciques (28 de juliol de 1965)
- Confidencias
  - Historia de una maleta (28 de novembre de 1964)
  - Aumento de sueldo (12 de desembre de 1964)
  - A la una y media (20 de desembre de 1964)
- La noche al hablar
  - Charlie saldrá esta noche (20 de febrer de 1964)
- El hombre, ese desconocido
  - El mago de la suerte (11 de maig de 1963)
  - Dos frente al toro (18 de maig de 1963)

## Premis i candidatures
Premis Goya
| Any  | Categoria                                  | Pel·lícula               | Resultat |
| ---- | ------------------------------------------ | ------------------------ | -------- |
| 1987 | Millor interpretació femenina protagonista | La casa de Bernarda Alba | Candidat |

Fotogramas de Plata
| Any  | Categoria                     | Sèrie/Muntatge               | Resultat   |
| ---- | ----------------------------- | ---------------------------- | ---------- |
| 1966 | Millor intèrpret de televisió | Tiempo y hora                | Guanyadora |
| 1982 | Millor intèrpret de teatre    | El cementerio de los pájaros | Candidata  |

Cercle d'Escriptors Cinematogràfics
| Any  | Categoria                | Pel·lícula       | Resultat   |
| ---- | ------------------------ | ---------------- | ---------- |
| 1974 | Millor actriu secundària | Yo la vi primero | Guanyadora |

Antena de Oro
| Any  | Categoria     | Programa  | Resultat   |
| ---- | ------------- | --------- | ---------- |
| 1967 | Millor actriu | Estudio 1 | Guanyadora |

TP d'Or
| Any  | Categoria              | Sèrie              | Resultat   |
| ---- | ---------------------- | ------------------ | ---------- |
| 1974 | Millor actriu nacional | Suspiros de España | Guanyadora |

Altres
- Premi Memorial Margarida Xirgu (1976) per Una vez al año[16]
- Finalista del Premi Mayte de Teatre (1994) per Siempre en otoño
- Medalla d'Or al Mèrit en les Belles Arts (1994)

## Ancestres
|                  |                  |                  |                  |                  |                  |             |             |                 |                 |                 |                 |                 |                 |                 |                 | Pascual Alba      | Pascual Alba      | Pascual Alba      | Pascual Alba      | Pascual Alba      | Pascual Alba      |                      |                      |                      |                      |                      |                      | Irene Abad      | Irene Abad      | Irene Abad           | Irene Abad           | Irene Abad           | Irene Abad           |                      |                      |                  |                  |                       |                       |                       |                       |                       |                       |  |  |
|                  |                  |                  |                  |                  |                  |             |             |                 |                 |                 |                 |                 |                 |                 |                 | Pascual Alba      | Pascual Alba      | Pascual Alba      | Pascual Alba      | Pascual Alba      | Pascual Alba      |                      |                      |                      |                      |                      |                      | Irene Abad      | Irene Abad      | Irene Abad           | Irene Abad           | Irene Abad           | Irene Abad           |                      |                      |                  |                  |                       |                       |                       |                       |                       |                       |  |  |
|                  |                  |                  |                  |                  |                  |             |             |                 |                 |                 |                 |                 |                 |                 |                 |                   |                   |                   |                   |                   |                   |                      |                      |                      |                      |                      |                      |                 |                 |                      |                      |                      |                      |                      |                      |                  |                  |                       |                       |                       |                       |                       |                       |  |  |
|                  |                  |                  |                  |                  |                  |             |             |                 |                 |                 |                 |                 |                 |                 |                 |                   |                   |                   |                   |                   |                   |                      |                      |                      |                      |                      |                      |                 |                 |                      |                      |                      |                      |                      |                      |                  |                  |                       |                       |                       |                       |                       |                       |  |  |
|                  |                  |                  |                  |                  |                  |             |             |                 |                 |                 |                 |                 |                 |                 |                 |                   |                   |                   |                   |                   |                   |                      |                      |                      |                      |                      |                      |                 |                 |                      |                      |                      |                      |                      |                      |                  |                  |                       |                       |                       |                       |                       |                       |  |  |
|                  |                  | Manuel Caba      | Manuel Caba      | Manuel Caba      | Manuel Caba      | Manuel Caba | Manuel Caba |                 |                 |                 |                 |                 |                 | Irene Alba      | Irene Alba      | Irene Alba        | Irene Alba        | Irene Alba        | Irene Alba        |                   |                   | Leocadia Alba        | Leocadia Alba        | Leocadia Alba        | Leocadia Alba        | Leocadia Alba        | Leocadia Alba        |                 |                 | José Alba            | José Alba            | José Alba            | José Alba            | José Alba            | José Alba            |                  |                  |                       |                       |                       |                       |                       |                       |  |  |
|                  |                  | Manuel Caba      | Manuel Caba      | Manuel Caba      | Manuel Caba      | Manuel Caba | Manuel Caba |                 |                 |                 |                 |                 |                 | Irene Alba      | Irene Alba      | Irene Alba        | Irene Alba        | Irene Alba        | Irene Alba        |                   |                   | Leocadia Alba        | Leocadia Alba        | Leocadia Alba        | Leocadia Alba        | Leocadia Alba        | Leocadia Alba        |                 |                 | José Alba            | José Alba            | José Alba            | José Alba            | José Alba            | José Alba            |                  |                  |                       |                       |                       |                       |                       |                       |  |  |
|                  |                  |                  |                  |                  |                  |             |             |                 |                 |                 |                 |                 |                 |                 |                 |                   |                   |                   |                   |                   |                   |                      |                      |                      |                      |                      |                      |                 |                 |                      |                      |                      |                      |                      |                      |                  |                  |                       |                       |                       |                       |                       |                       |  |  |
|                  |                  |                  |                  |                  |                  |             |             |                 |                 |                 |                 |                 |                 |                 |                 |                   |                   |                   |                   |                   |                   |                      |                      |                      |                      |                      |                      |                 |                 |                      |                      |                      |                      |                      |                      |                  |                  |                       |                       |                       |                       |                       |                       |  |  |
|                  |                  |                  |                  |                  |                  |             |             |                 |                 |                 |                 |                 |                 |                 |                 |                   |                   |                   |                   |                   |                   |                      |                      |                      |                      |                      |                      |                 |                 |                      |                      |                      |                      |                      |                      |                  |                  |                       |                       |                       |                       |                       |                       |  |  |
| Josefa Caba Alba | Josefa Caba Alba | Josefa Caba Alba | Josefa Caba Alba | Josefa Caba Alba | Josefa Caba Alba |             |             | Julia Caba Alba | Julia Caba Alba | Julia Caba Alba | Julia Caba Alba | Julia Caba Alba | Julia Caba Alba |                 |                 | Manuel Caba Alba  | Manuel Caba Alba  | Manuel Caba Alba  | Manuel Caba Alba  | Manuel Caba Alba  | Manuel Caba Alba  |                      |                      | Irene Caba Alba      | Irene Caba Alba      | Irene Caba Alba      | Irene Caba Alba      | Irene Caba Alba | Irene Caba Alba |                      |                      |                      |                      |                      |                      | Emilio Gutiérrez | Emilio Gutiérrez | Emilio Gutiérrez      | Emilio Gutiérrez      | Emilio Gutiérrez      | Emilio Gutiérrez      |                       |                       |  |  |
| Josefa Caba Alba | Josefa Caba Alba | Josefa Caba Alba | Josefa Caba Alba | Josefa Caba Alba | Josefa Caba Alba |             |             | Julia Caba Alba | Julia Caba Alba | Julia Caba Alba | Julia Caba Alba | Julia Caba Alba | Julia Caba Alba |                 |                 | Manuel Caba Alba  | Manuel Caba Alba  | Manuel Caba Alba  | Manuel Caba Alba  | Manuel Caba Alba  | Manuel Caba Alba  |                      |                      | Irene Caba Alba      | Irene Caba Alba      | Irene Caba Alba      | Irene Caba Alba      | Irene Caba Alba | Irene Caba Alba |                      |                      |                      |                      |                      |                      | Emilio Gutiérrez | Emilio Gutiérrez | Emilio Gutiérrez      | Emilio Gutiérrez      | Emilio Gutiérrez      | Emilio Gutiérrez      |                       |                       |  |  |
|                  |                  |                  |                  |                  |                  |             |             |                 |                 |                 |                 |                 |                 |                 |                 |                   |                   |                   |                   |                   |                   |                      |                      |                      |                      |                      |                      |                 |                 |                      |                      |                      |                      |                      |                      |                  |                  |                       |                       |                       |                       |                       |                       |  |  |
|                  |                  |                  |                  |                  |                  |             |             |                 |                 |                 |                 |                 |                 |                 |                 |                   |                   |                   |                   |                   |                   |                      |                      |                      |                      |                      |                      |                 |                 |                      |                      |                      |                      |                      |                      |                  |                  |                       |                       |                       |                       |                       |                       |  |  |
|                  |                  |                  |                  |                  |                  |             |             |                 |                 |                 |                 |                 |                 |                 |                 |                   |                   |                   |                   |                   |                   |                      |                      |                      |                      |                      |                      |                 |                 |                      |                      |                      |                      |                      |                      |                  |                  |                       |                       |                       |                       |                       |                       |  |  |
|                  |                  |                  |                  |                  |                  |             |             |                 |                 | Gregorio Alonso | Gregorio Alonso | Gregorio Alonso | Gregorio Alonso | Gregorio Alonso | Gregorio Alonso |                   |                   |                   |                   |                   |                   | Irene Gutiérrez Caba | Irene Gutiérrez Caba | Irene Gutiérrez Caba | Irene Gutiérrez Caba | Irene Gutiérrez Caba | Irene Gutiérrez Caba |                 |                 | Julia Gutiérrez Caba | Julia Gutiérrez Caba | Julia Gutiérrez Caba | Julia Gutiérrez Caba | Julia Gutiérrez Caba | Julia Gutiérrez Caba |                  |                  | Emilio Gutiérrez Caba | Emilio Gutiérrez Caba | Emilio Gutiérrez Caba | Emilio Gutiérrez Caba | Emilio Gutiérrez Caba | Emilio Gutiérrez Caba |  |  |
|                  |                  |                  |                  |                  |                  |             |             |                 |                 | Gregorio Alonso | Gregorio Alonso | Gregorio Alonso | Gregorio Alonso | Gregorio Alonso | Gregorio Alonso |                   |                   |                   |                   |                   |                   | Irene Gutiérrez Caba | Irene Gutiérrez Caba | Irene Gutiérrez Caba | Irene Gutiérrez Caba | Irene Gutiérrez Caba | Irene Gutiérrez Caba |                 |                 | Julia Gutiérrez Caba | Julia Gutiérrez Caba | Julia Gutiérrez Caba | Julia Gutiérrez Caba | Julia Gutiérrez Caba | Julia Gutiérrez Caba |                  |                  | Emilio Gutiérrez Caba | Emilio Gutiérrez Caba | Emilio Gutiérrez Caba | Emilio Gutiérrez Caba | Emilio Gutiérrez Caba | Emilio Gutiérrez Caba |  |  |
|                  |                  |                  |                  |                  |                  |             |             |                 |                 |                 |                 |                 |                 |                 |                 |                   |                   |                   |                   |                   |                   |                      |                      |                      |                      |                      |                      |                 |                 |                      |                      |                      |                      |                      |                      |                  |                  |                       |                       |                       |                       |                       |                       |  |  |
|                  |                  |                  |                  |                  |                  |             |             |                 |                 |                 |                 |                 |                 |                 |                 | José Luis Escolar | José Luis Escolar | José Luis Escolar | José Luis Escolar | José Luis Escolar | José Luis Escolar |                      |                      |                      |                      |                      |                      | Lourdes Navarro | Lourdes Navarro | Lourdes Navarro      | Lourdes Navarro      | Lourdes Navarro      | Lourdes Navarro      |                      |                      |                  |                  |                       |                       |                       |                       |                       |                       |  |  |
|                  |                  |                  |                  |                  |                  |             |             |                 |                 |                 |                 |                 |                 |                 |                 | José Luis Escolar | José Luis Escolar | José Luis Escolar | José Luis Escolar | José Luis Escolar | José Luis Escolar |                      |                      |                      |                      |                      |                      | Lourdes Navarro | Lourdes Navarro | Lourdes Navarro      | Lourdes Navarro      | Lourdes Navarro      | Lourdes Navarro      |                      |                      |                  |                  |                       |                       |                       |                       |                       |                       |  |  |
|                  |                  |                  |                  |                  |                  |             |             |                 |                 |                 |                 |                 |                 |                 |                 |                   |                   |                   |                   |                   |                   |                      |                      |                      |                      |                      |                      |                 |                 |                      |                      |                      |                      |                      |                      |                  |                  |                       |                       |                       |                       |                       |                       |  |  |
|                  |                  |                  |                  |                  |                  |             |             |                 |                 |                 |                 |                 |                 |                 |                 |                   |                   |                   |                   |                   |                   | Irene Escolar        |                      |                      |                      |                      |                      |                 |                 |                      |                      |                      |                      |                      |                      |                  |                  |                       |                       |                       |                       |                       |                       |  |  |